# جامعة شمال شرق الاتحادية
جامعة أموسوف شمال شرق الاتحادية (بالروسية: Северо-Восточный федеральный университет имени Максима Кировича Аммосова) المعروفة سابقا باسم جامعة ياكوتسك الحكومية (بالروسية: Якутский государственный университет имени Максима Кировича Аммосова) هي أكبر مؤسسة للتعليم العالي في شمال شرق روسيا وهي واحدة من الجامعات الفيدرالية العشر. يوجد لدى الجامعة أربعة مقار جامعية حيث يقع المقر الرئيسي في ياكوتسك بسيبيريا ومقرات أخري في ميرني ونريونغري وأنادير في أوكروغ تشوكوتكا.
يبلغ عدد الطلاب الجامعيين أكثر من 16000 طالب، بينما تضم أكثر من 500 طالب في الدراسات العليا. يعمل في الجامعة 1600 عضو أكاديمي. من بين هؤلاء 200 حاصل على درجة دكتوراه، 800 مرشح للحصول على درجة علمية.[بحاجة لمصدر] هناك 15 معهدًا و 9 كليات و 3 فروع جامعية في ميرني و نريونغري و أنادير و 5 معاهد بحثية رئيسية. 119 دورة درجة متاحة للطلاب. تحتوي الجامعة علي 9 مباني و 12 مبنى سكني تقع معظمها في الحرم الجامعي. يوجد في المكتبة 1،500،000 كتاب ودورية ومواد أخرى. يوجد بالجامعة محطة جيولوجيا ميدانية، ومتحف للآثار والإثنوغرافيا، وحديقة نباتية. يوجد ملعب وحمام سباحة ومركز اجتماعي. يتمتع الطلاب والموظفون بإمكانية الوصول المجاني إلى شبكة وايفاي في جميع مباني الجامعة وقاعات الإقامة. [بحاجة لمصدر]

## التاريخ
تأسست الجامعة رسميًا في أبريل 2010 تحت مسمي جامعة ولاية أموسوف ياكوتسك، الجامعة التي لها 75 عامًا من التاريخ.
تحمل الجامعة اسم مكسيم كيروفيتش أموسوف، رجل دولة بارز، وأحد مؤسسي دولة ياقوتيا وقيرغيزستان.
أدت الإصلاحات الأخيرة في الاتحاد الروسي إلى إنشاء شبكة جديدة من الجامعات الفيدرالية. هذا الاتجاه نحو الاندماج والتحديث في التعليم الجامعي العالي هو أمر نموذجي في العديد من البلدان. كما تظهر التجربة الدولية، فإن الدعم المالي الإضافي من الحكومة يعزز الجودة العالية للتعليم والأداء العالي في التصنيفات الدولية. من المقرر أن تصبح الجامعة مركزًا استراتيجيًا لتشكيل فضاء ثقافي وعلمي وتعليمي مشترك، بناءً على قيم الثقافة الأصلية لشعوب شمال شرق روسيا، مما يوفر تعليمًا شخصيًا عالي الجودة في مجتمع متعدد الأعراق البيئة.[بحاجة لمصدر]
تمت الموافقة على برنامج تطوير الجامعة حتى عام 2020 من قبل فلاديمير بوتين في 7 أكتوبر 2010. وتم تحديد المجالات ذات الأولوية التالية:
- الجودة الجديدة للجامعة.
- الإدارة البيئية الفعالة والأمن البيئي.
- الاستخدام الفعال للموارد المعدنية.
- استخدام التقنيات القائمة على العلم والإنتاج في الشمال.
- نوعية الحياة في الشمال.

- الحفاظ على اللغات والثقافات وتنميتها.
- الدعم التحليلي والأفراد للتنمية الاجتماعية والاقتصادية المبتكرة للجزء الشمالي الشرقي من الاتحاد الروسي.

في جميع مجالات الأنشطة الجامعية، تم الشروع في تحولات واسعة النطاق، في المقام الأول لإنشاء أساس علمي ومنهجي موحد. تم وضع خطة شاملة للانتقال إلى نظام تعليمي من مستويين، والجوانب العلمية والمنهجية لبرامج التعليم الأساسي، وبرامج الماجستير المبتكرة جاهزة للتنفيذ، ويتم إعادة هيكلة جميع أقسام التعليم.

## الحياة الدراسية

### المعاهد
- الطب
- المالية والاقتصاد
- الرياضيات وعلوم الحاسوب
- الفيزياء والتقنيات
- الرياضة والتربية البدنية
- اللغات الأجنبية والدراسات الإقليمية
- علم النفس
- لغات وثقافات شعوب الشمال الشرقي الروسي
- تدريب المعلمين
- التكنولوجية
- الهندسة المدنية
- العلوم الطبيعية
- التعدين

### كليات
- التاريخ
- اللغة
- القانون
- بناء الطرق
- الجيولوجيا والمساحة
- تقدم كلية التعليم قبل الجامعي دورات تحضيرية لأطفال المدارس

### الفروع
- المعهد التقني نيريونجري (فرع) من جامعة شمال شرق الاتحادية.
- معهد ميرني للفنون التطبيقية (فرع) من جامعة شمال شرق الاتحادية.
- فرع تشوكوتكا من جامعة شمال شرق الاتحادية.

## خريجون بارزون
- جورجي بالاكشين، ملاكم روسي، مثّل بلاده في الألعاب الأولمبية الصيفية في دورتي 2004 و2008.
- فكتور ليبيديف، مصارع هاوي روسي، ولد في 15 مارس 1988.